# Richie Barker (Fußballspieler, 1939)
Richard Joseph „Richie“ Barker (* 23. November 1939 in Derby; † 12. Oktober 2020) war ein englischer Fußballspieler und -trainer. 
Barker spielte 13 Jahren im Non-League football, das bedeutet in Spielklassen unterhalb der Football League, bevor er 1967 im Alter von 28 Jahren einen Profivertrag bei Derby County unterzeichnete. Weitere Stationen seiner Karriere als Spieler waren Notts County und Peterborough United.
Als Trainer war Barker bei Shrewsbury Town, Stoke City und Notts County tätig. Bei West Bromwich Albion war er zudem als Chefscout tätig.